# Ignazio Bedini
Ignazio Bedini (Prignano sulla Secchia, 27 giugno 1939) è un arcivescovo cattolico e missionario italiano, dal 20 gennaio 2015 arcivescovo emerito di Ispahan.

## Biografia
Ignazio Bedini è nato a Sassomorello di Prignano sulla Secchia il 27 giugno 1939.

### Formazione e ministero sacerdotale
Dopo essere entrato nella Società salesiana di San Giovanni Bosco, a 18 anni ha chiesto di poter partire come missionario. Inizialmente è stato inviato in Libano per completare gli studi di filosofia e teologia. Dopo quattro anni si è trasferito a Teheran.
Il 21 dicembre 1969 è stato ordinato presbitero nel Getsemani da monsignor Giacomo Giuseppe Beltritti, coadiutore del patriarca di Gerusalemme dei Latini. È poi rientrato in Iran e ha prestato servizio come insegnante e preside del Don Bosco College.

### Ministero episcopale
Il 2 dicembre 1989 papa Giovanni Paolo II lo ha nominato arcivescovo di Ispahan. Ha ricevuto l'ordinazione episcopale il 6 gennaio successivo nella basilica di San Pietro in Vaticano dallo stesso pontefice, co-consacranti gli arcivescovi Giovanni Battista Re, sostituto per gli affari generali della Segreteria di Stato della Santa Sede, e Myroslav Marusyn, segretario della Congregazione per le Chiese orientali. Ha preso possesso dell'arcidiocesi il 16 febbraio successivo.
Nel dicembre del 2001 e nel gennaio del 2009 ha compiuto la visita ad limina.
È stato presidente della Conferenza episcopale iraniana dal maggio del 2003 al 2007 e dal novembre del 2011 al 20 gennaio 2015.
Il 20 gennaio 2015 papa Francesco ha accettato la sua rinuncia al governo pastorale dell'arcidiocesi per raggiunti limiti di età. In seguito è tornato in Italia.

## Genealogia episcopale
La genealogia episcopale è:
- Cardinale Scipione Rebiba
- Cardinale Giulio Antonio Santori
- Cardinale Girolamo Bernerio, O.P.
- Arcivescovo Galeazzo Sanvitale
- Cardinale Ludovico Ludovisi
- Cardinale Luigi Caetani
- Cardinale Ulderico Carpegna
- Cardinale Paluzzo Paluzzi Altieri degli Albertoni
- Papa Benedetto XIII
- Papa Benedetto XIV
- Papa Clemente XIII
- Cardinale Enrico Benedetto Stuart
- Papa Leone XII
- Cardinale Chiarissimo Falconieri Mellini
- Cardinale Camillo Di Pietro
- Cardinale Mieczysław Halka Ledóchowski
- Cardinale Jan Maurycy Paweł Puzyna de Kosielsko
- Arcivescovo Józef Bilczewski
- Arcivescovo Bolesław Twardowski
- Arcivescovo Eugeniusz Baziak
- Papa Giovanni Paolo II
- Arcivescovo Ignazio Bedini, S.D.B.